# Vars-sur-Roseix

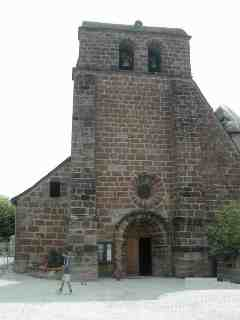
Kościół w Vars-sur-Roseix, 2009

Vars-sur-Roseix – miejscowość i gmina we Francji, w regionie Nowa Akwitania, w departamencie Corrèze.
Według danych na rok 1990 gminę zamieszkiwało 280 osób, a gęstość zaludnienia wynosiła 66 osób/km² (wśród 747 gmin Limousin Vars-sur-Roseix plasuje się na 368. miejscu pod względem liczby ludności, natomiast pod względem powierzchni na miejscu 654.).